# 板間房

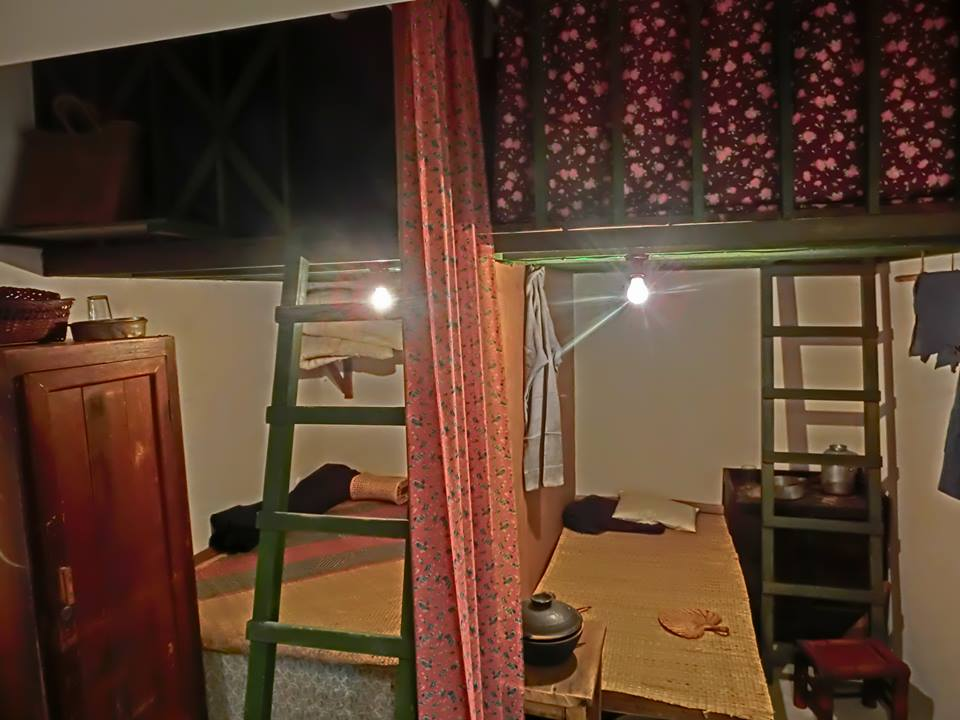
板間房

間板房，又名板間房，是建築物結構的建築空間，是房的一類，物料用「木板」間出的房間。間板房在1950年代以後的香港流行，因為當時的舊唐樓長寬高都很寬大，興起一屋多人「包租」，二房東俗稱「包租公」，為了分租給三房客，改建風格平正，所以出現間板。間板房較利用磚頭和石屎來的不堅固，又若談話大聲點，毗鄰另一租客也可以聽到。

## 租務管制的實施
實施分間單位租務管制的《業主與租客（綜合）條例》第IVA部已於2022年1月22日開始生效。一般而言，規管範圍涵蓋不同類型的分間單位，包括板間房、床位、太空艙、閣樓、籠屋、天台屋和平台屋等。 差餉物業估價署負責條例的執行工作。政府已委託非政府機構設立6支區域服務隊，協助差餉物業估價署在地區層面推廣新法例，提高公眾對新規管制度的認識和處理一般查詢等。政府亦委託一間非政府機構，設立及管理「劏房」租務管制資訊平台 (網址: www.sdu-info.org.hk （页面存档备份，存于）)，以分享分間單位租務管制的資訊作宣傳及教育用途。

## 相關
- 板套房
- 籠屋
- 七十二家房客
- 閣仔
- 屏風